# Campredó

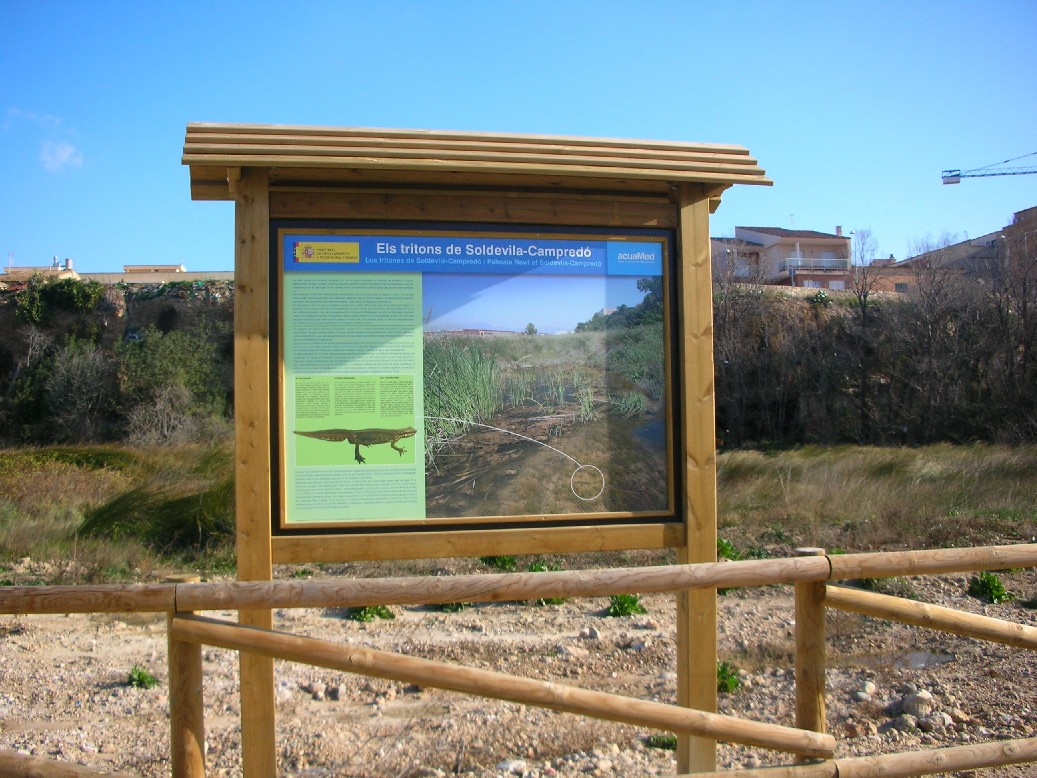
Aiguamoll de Soldevila-Campredó, hàbitat protegit del tritó palmat

Campredó (forma oficial) o Camp-redó és un poble situat al darrer tram de l'Ebre final, que pertany al municipi de Tortosa, a la comarca catalana del Baix Ebre. Va convertir-se en entitat municipal descentralitzada el 2011, després d'haver emprès un procés de segregació que va durar 14 anys (1990-2004).

## Geografia
Campredó es troba al sud-est de la ciutat, a l'extrem meridional de la Serra de Collredó i té uns 1.234 habitants (2019).
Separat del nucli de Campredó hom hi troba els nuclis de Font de Quinto i el barri o raval del Pom. Just al costat de Campredó, durant el franquisme es va construir un polígon industrial que avui rep el nom de Polígon Industrial Baix Ebre.
Fora del polígon s'executen activitats extractives d'àrids força importants. Modernament s'ha construït entre els termes de l'Aldea i Tortosa el Polígon Industrial Catalunya Sud, cridat a ser el motor econòmic de les Terres de l'Ebre.

## Història
Campredó té un lloc punyent en la història contemporània de les Terres de l'Ebre, quan l'abril de 1938 una marea humana evacuava la veïna ciutat de Tortosa, per la costa de Soldevila, en esdevenir front de guerra.
Més modernament va esdevenir el punt d'extracció de les aigües de l'Ebre que són l'origen del polèmic transvasament al Camp de Tarragona (per interessos polítics anomenat minitransvasament de l'Ebre) executat en compliment de la llei 18 de 1981 d'1 de juliol amb una concessió màxima de 4 metres cúbics per segon que equivalen a uns 126 hectòmetres cúbics l'any.

## Escut
L'escut oficial de Campredó té el següent blasonament:
Escut caironat: d'argent, una torre oberta de sinople, acompanyada al cap d'una creu grega patent de gules i a la punta d'una faixa ondada d'atzur.
L'escut va ser aprovat el 15 d'abril del 2016 i publicat al DOGC el 29 del mateix mes amb el número 7.110.
La torre fa referència als dos edificis històrics més emblemàtics del poble: les torres de la Font de Quinto i de Prat, aquesta darrera probablement seu de la sotscomanda templera de Prat; alhora, la torre és el senyal tradicional de Tortosa, ciutat dins el municipi de la qual es troba el poble de Campredó. La creu també al·ludeix al passat templer. La faixa ondada representa l'Ebre.
Com és norma en tots els escuts de les entitats municipals descentralitzades, el de Campredó no porta corona.

## Patrimoni arquitectònic

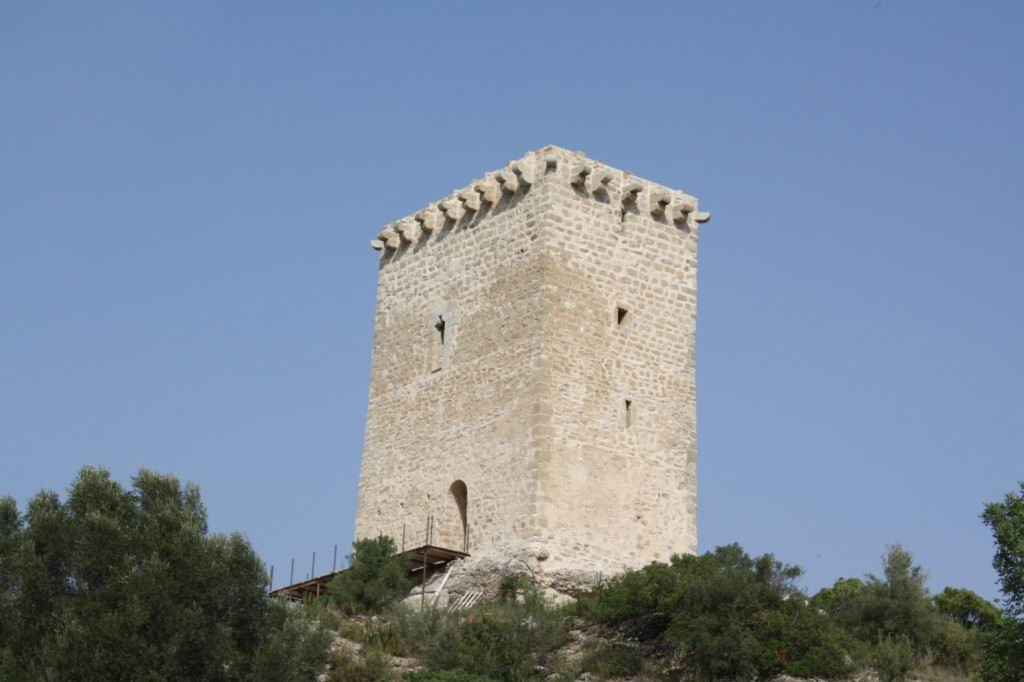
La torre de Font de Quinto, s. XIII, restaurada.

Entre el patrimoni arquitectònic de Campredó destaca la torre de Font de Quinto; (11 m x 8,20 m x 6 m), sobre la serra de les Veles, i l'anomenada "Casa de Prat" (5 m x 5,8 x 8,20 m i 1,90 de gruix als murs). La Casa de Prat (també coneguda com "la Llotja") és una torre d'origen templer del s. XIII, com la de Font de Quinto. Fou probablement la seu de la sotscomanda templera de Prat. Únicament es conserva la planta inferior a l'interior de la qual hi ha una interessant escala de caragol realitzada en pedra, com la resta de l'edifici. Les torres de Prat i Font de Quinto foren adquirides per l'Ajuntament de Tortosa el setembre de l'any 2000 i restaurades al llarg del 2008 per la Generalitat de Catalunya. Durant les obres de restauració es va constatar l'existència al voltant de la casa de Prat d'un recinte emmurallat pendent d'estudi. Malauradament durant la dictadura franquista es va perdre definitivament (1964-1965) la torre de Sant Onofre.
En el límit del terme i ja en el municipi de l'Aldea s'hi localitza la finca agrícola de la Palma focus d'importants troballes arqueològiques, com la d'un gran campament romà de la Segona Guerra Púnica localitzat l'any 2007. Del terme de Campredó (partida del Fondo) prové una de les inscripcions romanes del lapidari de l'antiga Dertosa.